# Girozentrale
Girozentralen sind in Deutschland Kreditinstitute, die als regionale Spitzeninstitute der Sparkassenorganisation fungieren.

## Allgemeines
Der Begriff Girozentrale rührt historisch von dem ursprünglich alleinigen Charakter dieser Kreditinstitute als Verrechnungsstellen im bargeldlosen Zahlungsverkehr der Sparkassen her. Das Wort setzt sich zusammen aus „Giro“ (italienisch Kreis, Kreislauf) und Zentrale für eine übergeordnete Institution mit Bündelungsaufgaben. Das Wort Giroverkehr stand früher für den bargeldlosen Zahlungsverkehr, der heute mittels Überweisung, Echtzeitüberweisung, Scheck, Lastschrift, Abbuchungsauftrag oder Wechsel durchgeführt wird. Diesen bargeldlosen Zahlungsverkehr  mussten die angeschlossenen Sparkassen über die zuständige Girozentrale leiten, sofern Zahlungspflichtiger und Zahlungsempfänger ihre Girokonten nicht bei derselben Sparkasse unterhielten. Dann nämlich konnte der bargeldlose Zahlungsverkehr überregional nur funktionieren, wenn die beteiligten Institute gegenseitig Verrechnungskonten führten. Bei der Vielzahl der örtlichen Sparkassen und anderer Kreditinstitute war eine bilaterale Führung von Verrechnungskonten nicht möglich. Daraus ergab sich das Erfordernis einer zentralen Verrechnungsstelle.
Auch wenn die Begriffe Landesbank und Girozentrale zuweilen synonym benutzt werden, sind ihre bankbetrieblichen Aufgaben strikt zu trennen. Der Begriff der Girozentrale in § 3 Abs. 1 Verbandssatzung weist eine über den Begriff der Landesbank hinausgehende funktionale Komponente auf, denn er bezeichnet die Landesbanken speziell in ihrer Funktion als Sparkassenzentralbanken. Daraus folgt, dass die Landesbanken nur so lange Mitglied im Sparkassen- und Giroverband sein können, wie sie tatsächlich die Aufgabe einer Sparkassenzentralbank wahrnehmen.

## Rechtsform und Trägerschaft
Die einheitlichen Bankinstitute mit Landesbank- und Girozentralenaufgaben sind als Anstalten des öffentlichen Rechts organisiert und unterstehen der staatlichen Aufsicht des jeweiligen Bundeslandes. Dessen jeweiliger Finanzminister ist geborenes Mitglied des Aufsichtsgremiums der Landesbank/Girozentrale (Aufsichtsrat/Verwaltungsrat). Die deutschen Girozentralen unterhalten ihrerseits wiederum ein Spitzeninstitut, die DekaBank Deutsche Girozentrale mit Sitz in Frankfurt a. M. Dieses Institut ist aus der Verschmelzung der Deutsche Girozentrale – Deutsche Kommunalbank (DGZ) und der DekaBank zum 1. Januar 1999 hervorgegangen.

## Geschichte

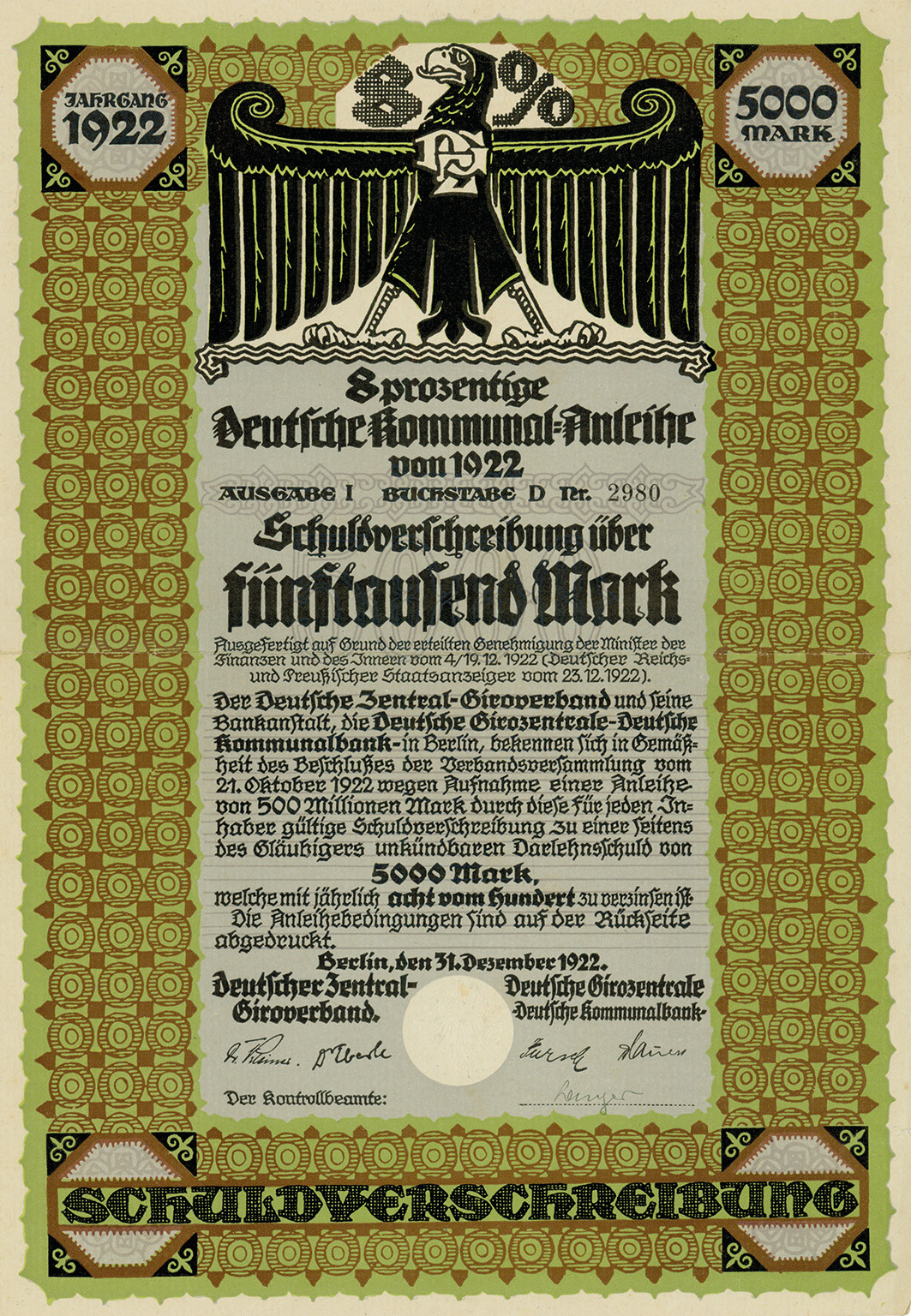
Deutsche Kommunal-Anleihe über 5000 Mark vom 31. Dezember 1922, herausgegeben vom Deutschen Zentral-Giroverband und der Deutschen Girozentrale.

Als Vorläufer der Girozentralen gelten die Provinzial-Hilfskassen, von denen die am 1. Januar 1832 gegründete Provinzial-Hülfskasse Westfalen in Münster die erste war. Auf einer außerordentlichen Sparkassenversammlung des deutschen Sparkassenverbandes wurde am 22. Oktober 1892 erstmals über die Errichtung einer Sparkassenzentralbank unter dem Gesichtspunkt der Liquiditätssicherung für Krisenfälle diskutiert. Die Wirtschaftskrise des Jahres 1907 gab einen Anstoß zur Einführung des bargeldlosen Zahlungsverkehrs, um die Geldversorgung der Wirtschaft unabhängiger vom Bargeld zu gestalten. Seit 1910 stieg die Bedeutung der Zahlungsverkehrsfunktion für Landesbanken, da sie zur zentralen Verrechnungsstelle bei der Beschleunigung des bargeldlosen Zahlungsverkehrs wurden. Seit Februar 1911 übernahm die Stadtsparkasse Köln die Funktion der Girozentrale in der Rheinprovinz. Am 20. Juni 1914 beschloss der Rheinisch-Westfälische Sparkassentag in Köln, die Landesbank der Rheinprovinz anstelle der Stadtsparkasse Köln als Girozentrale einzusetzen. Johann Christian Eberle, Bürgermeister der Stadt Nossen, hatte die Vorteile eines sparkasseneigenen, geschlossenen Zahlungsverkehrsnetzes erkannt und die Gründung von Girozentralen als zentrale Verrechnungsstelle in jedem Land vorgeschlagen. Auf Eberles Initiative hin kam es am 5. Oktober 1908 zur Gründung des Giroverbandes Sächsischer Gemeinden mit 151 Mitgliedern, der eigentliche Giroverkehr begann am 2. Januar 1909 mit der ersten deutschen Girozentrale, die in Dresden den Giroverkehr für 143 Girokassen aufnahm. In der Folge gründeten sich weitere Giroverbände, und am 26. Oktober 1916 schlossen sich 12 Giroverbände zum „Deutschen Zentral-Giroverband“ zusammen. Ab 1923 begann der Zusammenschluss von in der gleichen Region tätigen Landesbanken mit reinen Girozentralen, was zur Schaffung der „Gemeinschaftsbanken“ führte. Seitdem war die Landesbankfunktion mit der der Girozentrale in einem Bankinstitut vereint.
Durch die Deutsche Bankenkrise ab 1931 wurde das deutsche Währungs- und Bankensystem stark getroffen. Auch die größte der Landesbanken, die Landesbank der Rheinprovinz, stand vor dem Zusammenbruch. Diese hatte langfristige Kommunalkredite durch kurzfristige Geldanlagen der Sparkassen refinanziert und war im Juli 1931 in eine Liquiditätskrise geraten. Sie musste am 7. August 1931 ihre Zahlungen einstellen. Davon betroffen waren sowohl die Landesbank- als auch die Girozentralenfunktion. Die Koordination des Giroverkehrs der Sparkassen hatte im August 1931 eine Zweigstelle der Deutschen Girozentrale in Köln übernommen.

## Aufgaben
Als Zentralbanken der angeschlossenen Sparkassen obliegt den Girozentralen die Durchführung des überregionalen Zahlungsverkehrs, die Verwaltung von Liquiditätsüberschüssen der oder Ausgleich von Liquiditätsdefiziten bei Sparkassen, die Gewährung von Gemeinschaftskrediten zusammen mit Sparkassen an deren Kreditnehmer sowie die Unterstützung der Sparkassen im Effekten-, Depot-, Außenhandels-, Devisen- und Sortengeschäft. Selbst die heutige, durch Fusionen gestiegene quantitative und qualitative Kapazität der meisten Sparkassen ist zu gering, um diese Bankgeschäfte autonom für ihre Sparkassenkunden abzuwickeln. Sie bedienen sich deshalb der für sie zuständigen Girozentrale, die für diese Geschäftsarten das personelle und fachliche Know-how sowie die technischen Voraussetzungen besitzt. Die Girozentralen arbeiten dabei im Hintergrund, ohne dass der Sparkassenkunde von deren Aktivitäten erfährt. In der Regel ist der Funktionsbereich einer Girozentrale mit dem regionalen Bezirk des zuständigen Sparkassen- und Giroverbands identisch.
Die Funktion einer zentralen Verrechnungsstelle im bargeldlosen Zahlungsverkehr für Sparkassen haben die Girozentralen weitgehend verloren, seit europäische Zahlungsverkehrssysteme wie TARGET2 (November 2007) und SEPA (Januar 2008) eine Zentralisierung über die Deutsche Bundesbank vorsehen.

## Girozentralen in Deutschland
- Bayerische Landesbank (BayernLB)
- Landesbank Baden-Württemberg (LBBW)
- Landesbank Hessen-Thüringen – Girozentrale (Helaba)
- Norddeutsche Landesbank – Girozentrale (Nord/LB)
- Landesbank Saar (SaarLB)
- Landesbank Berlin AG (LBB) – nicht mehr im Besitz eines Bundeslandes, seit sie vom Land Berlin an die Sparkassen-Finanzgruppe verkauft wurde.

## International
In Österreich übernimmt die Erste Bank der österreichischen Sparkassen AG die Funktionen einer Girozentrale. International gibt es eine Girozentralen-Aufgabe nur dort, wo auch Sparkassen existieren. In Frankreich sind seit Januar 2000 die 17 Caisse d’Epargne genossenschaftliche Kreditinstitute, die seit Juli 2009 in der Banques Populaires Caisse d‘Epargne (BPCE) konsolidiert werden. Die BPCE übernimmt dabei auch die Girozentralenfunktion. Für die spanischen „Cajas de ahorro“ übernimmt die Cecabank die Aufgabe einer Girozentrale. Die 39 italienischen Sparkassen („Cassa di Risparmio“) werden rechtlich und statistisch nicht als eigenständige Kreditinstitutsgruppe geführt; deren Spitzeninstitut ist der Associazione fra le Casse di Risparmio Italiane (ACRI).